# Manojlica
Manojlica (en serbe cyrillique : Манојлица) est un village de Serbie situé dans la municipalité de Svrljig, district de Nišava. Au recensement de 2011, il comptait 168 habitants.

## Démographie
| 1948 | 1953 | 1961 | 1971 | 1981 | 1991 | 2002 | 2011 |
| ---- | ---- | ---- | ---- | ---- | ---- | ---- | ---- |
| 796  | 813  | 752  | 639  | 541  | 406  | 272  | 168  |

|  |